# Chaumont-Gistoux
Chaumont-Gistoux (wallonisch Tchåmont-Djistou) ist eine Gemeinde in der französischsprachigen Provinz Wallonisch-Brabant in Belgien. Sie besteht aus den fünf Ortsteilen: Bonlez, Corroy-le-Grand, Dion-Valmont, Longueville und Chaumont-Gistoux, die bis zur Gebietsreform von 1977 eigenständig waren.

## Geschichte

### Bonlez
Die Bezeichnung Bonlez leitet sich von „bonum latus“ (gute Seite (des Tals)) ab. Ursprünglich war das Dorf in zwei Lehen geteilt, Haut- und Bas-Bonlez. Im 17. Jahrhundert wurde das Lehen Bas-Bonlez zum Baronat erhoben und zusätzliche Rechte in der Gerichtsbarkeit, die über die bisherige niedere Gerichtsbarkeit hinausgingen.

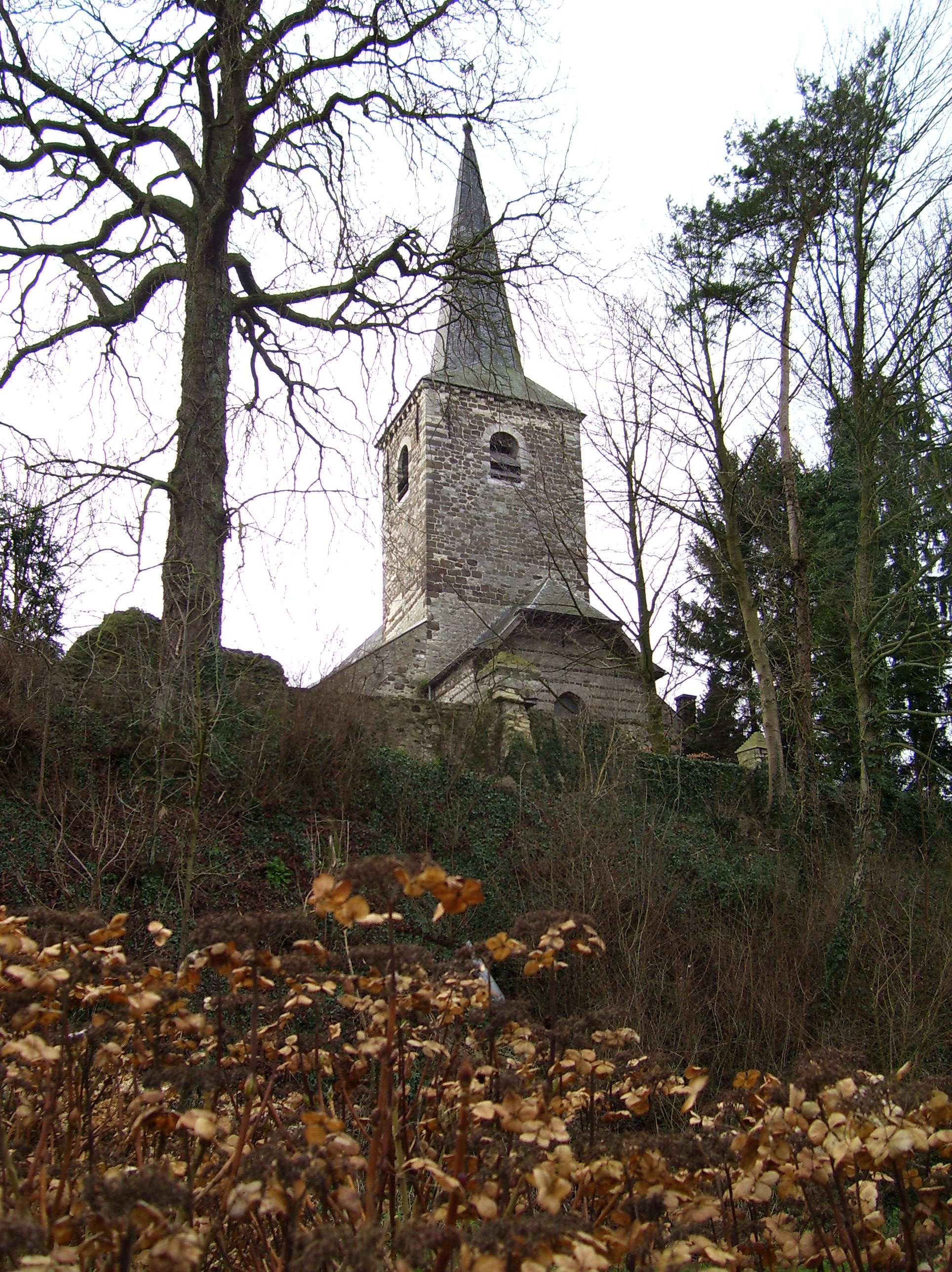
Kirche in Chaumont

### Chaumont-Gistoux
Der Name Chaumont leitet sich aus dem lateinischen „calvus mons“ (kahler Berg) ab, Gistoux kommt von „gesteau“ (sandiger Hügel).
Im Vertrag von Meerssen ist ein Chaumont bei Nivelles erwähnt, das 870 dem neuen Reich Karls des Kahlen zugeteilt wurde (Reg. Imp. I., 1480).
Eine weitere Urkunde von 1019/1030 bestätigt seine Besiedlung seit der Jungsteinzeit. Schon im siebten Jahrhundert könnte Chaumont zur Abtei von Gand/Gent gehört haben, was aber urkundlich nicht nachzuweisen ist. Ab dem 11. Jh. war der Ort eine Lehnsherrschaft des Fürstbischofs von Lüttich. Da es sich um eine „terre franche“ freies Land handelte, hatte der Gutsherr die gesamte Gerichtsbarkeit inne.

### Corroy-le-Grand
Corroy-le-Grand hieß 1441 „Coratum magnum“, 1573 „Conroye Chastre-le-Bolle dicht le Grand“.
1152 gehörte der Ort zum Kapitel von Sankt Peter in Lüttich. 1815, am Vorabend der Schlacht bei Waterloo, brach ein Scharmützel zwischen den Truppen von Oberstleutnant Ledebur, Kommandant der preußischen Nachhut, und der französischen Kavallerie von Exelmans aus dem Armeekorps von Grouchy aus, welches sich auf dem Rückzug Richtung Wavre befand.

### Dion-Valmont
Dion-Valmont wurde aus den beiden Orten Dion-le-Mont und Dion-le-Val gebildet. Der Name leitet vom keltischen Wort „devona“ (göttlich, göttlicher Fluss) ab.
Dion-le-Mont wird bereits 987 anlässlich einer Schenkung von Gütern an die Abtei von Gembloux, welche das Dorf bis 1623 unterhielt, erwähnt. Dion-le-Val kam 1210 zunächst als Lehen Herzog Heinrichs I. von Brabant und Niederlothringen in den Besitz der Grafen und Markgrafen de Dion. Einer der Nachfahren der Familie war der Marquis Albert-Jules de Dion (1853–1946).
Am Abend vor der Schlacht bei Waterloo 1815 kampierten 30 000 Mann der Armee von General von Bülow bei „Tout Vent“, auf der „Terre de Justice“ (Erde der Gerechtigkeit), wo einst der Galgen stand, und verwüsteten das Dorf.

### Longueville
Der Ortsname leitet sich von „longua villa“ ab, was so viel heißt wie längliches Dorf. Der Überlieferung nach hat der Ort hat einen alten Ursprung. Hier gab es einen wichtigen Verkehrsknotenpunkt. Und auch heute noch gehen von hier aus die Wege nach Wavre über Grez-Doiceau, nach Löwen über Piétrebais, nach Jodoigne über Roux-Miroir, nach Sart-Risbart und nach Chaumont.

## Politik
Der Gemeinderat (Conseil Communal) von Chaumont-Gistoux hat 20 Mitglieder; aus ihm heraus wird das Collège mit dem Bürgermeister und vier Schöffen (Echevins) gebildet.

## Museen
In Longueville gibt es ein Uhrmachermuseum, das über vier Jahrhunderte Uhrmacherkunst in Europa informiert, seltene Pendeluhren sowie kunstvolle Kreationen ausstellt und über eine feinmechanisches Atelier verfügt.
In Chaumont befindet sich ein Kriegsmuseum, welches sich mit der regionalen Geschichte des Zweiten Weltkrieges befasst, indem es Pläne und Fotos der Koningshooikt-Wavre-Stellung (ligne KW) zeigt und Uniformen sowie Kriegsgerät ausstellt.

## Bildung
In Chaumont-Gistoux gibt es fünf Schulen: in Bonlez, Chaumont, Corroy-le-Grand, Dion-Valmont und Gistoux.